# Abraham Constantin

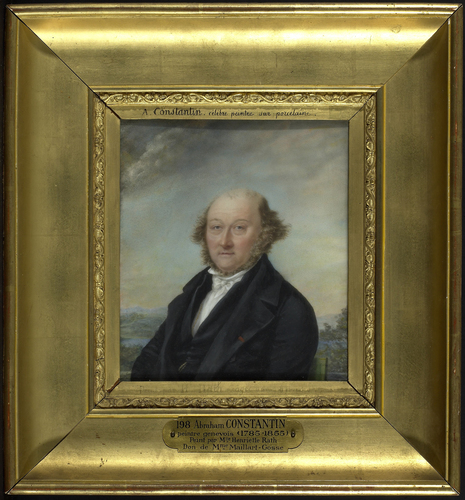
Henriette Rath, Porträt des Abraham Constantin (1847)

Louis Théodore Abraham Constantin (* 1. Dezember 1785 in Genf; † 10. März 1855 ebenda) war ein Schweizer Maler.

## Leben
Abraham Constantin wurde 1785 als Sohn des Kornhändlers Jacob Constantin und der Elisabeth Rival geboren. Nach dem Kollegium nahm er Zeichenunterricht an der École de dessin in Genf und war Schüler von Constantin Vaucher. Anschliessend absolvierte er eine Lehre bei dem Emailmaler Henri L’Evêque und dessen Brüdern. Danach arbeitete er bei mehreren Emailmalern, darunter auch bei Jean-Jacques Soutter.
Ab 1807 lebte er in Paris und lernte den Kupferstecher Auguste Gaspard Louis Desnoyers und den Porträtmaler François Gérard kennen. Durch sie sowie Dominique-Vivant Denon erlangte er Zugang zum Hofe Napoleons und wurde 1813 Maler der Königlichen Porzellanmanufaktur von Sèvres. Im Auftrag der Manufaktur fertigte er zwischen 1820 und 1825 in Florenz Kopien im Stile Raffaels. Zurück in Paris ernannte ihn König Ludwig XVIII. zum königlichen Hofmaler und 1828 zum Leiter der königlichen Schule für Porzellanmalerei. Im gleichen Jahr wurde er Mitglied der französischen Ehrenlegion. In den Jahren 1830 bis 1844 lebte er in Rom. Um 1845 kehrte er als gefeierter Porzellanmaler endgültig nach Genf zurück, wo er 1855 starb.